# Pero hübnerata
Pero hübnerata är en fjärilsart som beskrevs av Alpheus Spring Packard 1876. Pero hübnerata ingår i släktet Pero och familjen mätare. Inga underarter finns listade i Catalogue of Life.